# Магазинная кража

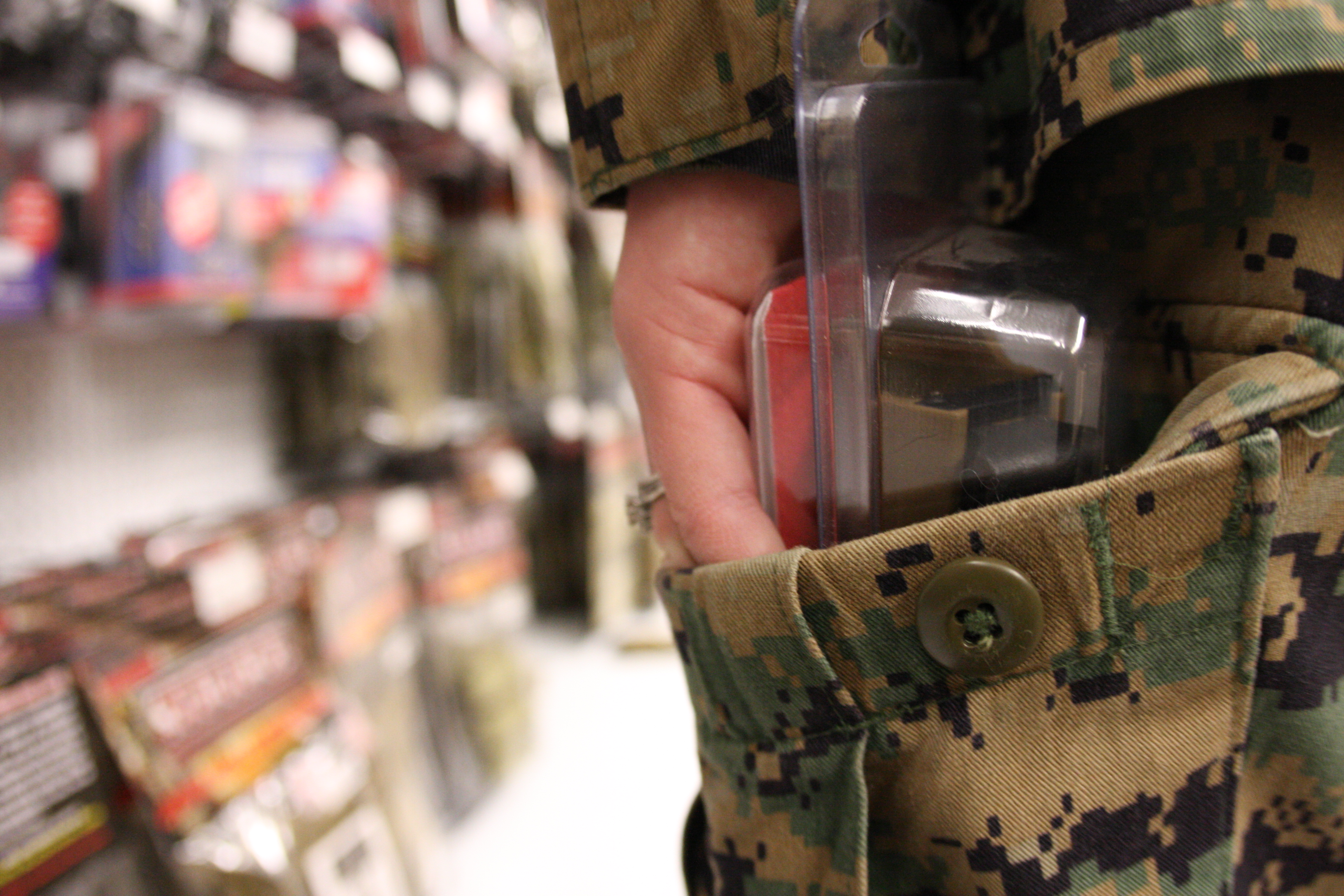
Человек в магазине кладёт товар в карман

Магази́нные кра́жи (в профессиональном жаргоне используется англицизм шопли́фтинг) — особая разновидность воровства, при которой совершается невооружённое (бесконфликтное) хищение товара в магазинах розничной торговли.
В этом аспекте шоплифтингу противопоставляется вооружённый грабёж, хотя при задержании магазинных воров те могут оказывать сопротивление, в том числе и вооружённое. Особенно уязвимы для этой разновидности воровства современные супермаркеты и гипермаркеты, не имеющие прилавков. Предшественником магазинных/розничных краж было лавочное и рыночное воровство, возникшее с появлением первых уличных рынков.
Новое развитие данный феномен получил с распространением сетевой, крупномасштабной розничной торговли. С одной стороны, администрация различных розничных гигантов прекрасно осознаёт потенциальные убытки от воровства покупателей с открытых прилавков. С другой, она понимает, что вместе с тем имеется целый ряд сопутствующих факторов, компенсирующих потери от воровства. К примеру, типичные потери ретейлеров от индивидуальных краж составляют 1-2 % от годового оборота, причём более половины краж приходится на обслуживающий персонал. Именно поэтому магазинные кражи рассматриваются как своего рода издержка производства. Более того, возможность непосредственно контактировать со множеством товаров вызывает приступы импульс-шоппинга который компенсирует потери от воровства.
Для профилактики розничного воровства компании применяют различные методы: установка системы видеонаблюдения, ложных камер, специальные противокражные системы, охрана, визуальное слежение за покупателями, просьба к посетителям оставлять сумки при входе и т. д.

## Типология
Потенциальным магазинным вором, так же как и покупателем, может оказаться любой человек вне зависимости от возраста, социального класса, национальности и проч. В целом, однако, все они условно подразделяются на две группы. Первая и самая крупная — это любители-оппортунисты, то есть те, кто при случае не прочь украсть какой-либо товар для личного пользования или потребления. Вторая — это профессионалы, которые обычно специализируются на воровстве дорогих или ценных вещей с целью их перепродажи. Более детальный анализ выявляет следующие типы магазинных воров:
- Любители, занимающиеся хищением от случая к случаю и даже довольно регулярно в целях личного потребления в небольших объёмах;
- Оппортунисты, обычно не ворующие, но при благоприятных обстоятельствах (например при отключении электроэнергии в магазине, обнаружении товара без противокражной метки и т. д.) любящие испытать удачу;
- Клептоманы (см. клептомания);
- Дети и подростки-шоплифтеры, часто орудующие группами;
- Бомжи[2];
- Профессионалы. Часто используют специальные сумки для магазинных краж — «booster bags[англ.]»[3] или глушилки антикражных ворот[4].

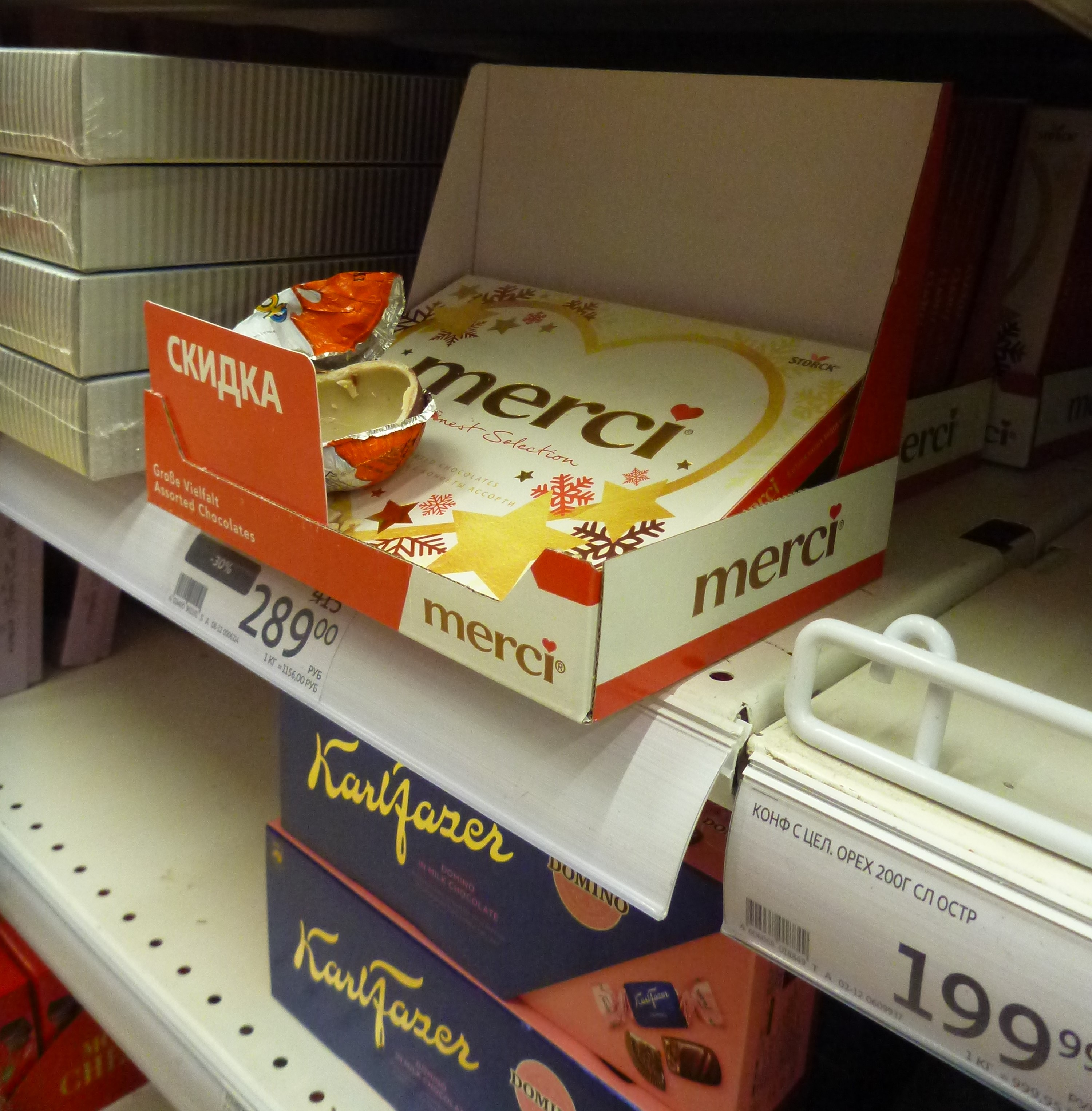
Частично съеденное магазинным вором шоколадное яйцо в одном из магазинов Екатеринбурга, 2021 год

В одних случаях вор старается вынести товар из магазина,
в других случаях продовольственный товар съедается вором прямо в универсаме, что избавляет вора от необходимости преодолевать трудности выноса товара из магазина.
Также имеют место случаи, когда вор в примерочной кабинке надевает на себя продающуюся в универсаме одежду
(оторвав с неё т. н. звенелки)
и выходит в ней из универсама, как будто в своей.
При этом свою старую одежду вор может оставить в универсаме (но может и не оставить).
В некоторых случаях такое воровство одежды осуществляется не ради увеличения количества вещей в своём гардеробе, а вместо стирки — с целью заменить грязную одежду (например, рубашку) на чистую.

## Способы защиты

### Видеонаблюдение
Видеонаблюдение является важной частью защиты от магазинных краж. Их использование требует наём сотрудника для мониторинга картинки с камер, но из-за возможности значительно сократить потери многие розничные сети вкладывают большую часть своих средств именно в эту технологию.
Но шоплифтер может найти слепую зону и там положить украденное в сумку/карман/портфель и т.д.
Помимо этого, многие магазины размещают в залах мониторы с трансляцией изображения камер, чтобы показать, что всё происходящее записывается. Это используется как сдерживающий фактор.

### Противокражные системы
Установка радиочастотных ворот является методом защиты от краж персонала и обычных покупателей. Для правильного функционирования на товарах размещаются специальные метки, которые при покупке товара на кассе отключаются. Если активированная метка проходит через радиочастотные ворота, последние подают сигнал службам безопасности магазина. Подобная технология работает, например, в сети супермаркетов Wal-Mart Stores.
Зачастую магазины устанавливают также металлодетекторы, чтобы предотвратить использование покупателями специальных сумок, которые ограничивают действие противокражных меток. Существуют специальные глушилки антикражных ворот, поэтому розничные сети также могут установить приборы для их поиска. Помимо этого, существуют детекторы, позволяющие обнаружить магнит у покупателя (их используют, чтобы удалять противокражные метки).

### Закрытие товаров
Многие дорогие товары в магазинах находятся в специальных шкафах, или коробочках из прозрачной пластмассы, запирающихся на ключ, которые требуют сотрудника с ключами для их открытия. После получения товара покупатель обязан либо незамедлительно приобрести товар, либо оставить его на кассе, или попросить сотрудника внутри универсама унести товар в подсобку или запереть обратно в ящичек. Это практически сводит на нет вероятность того, что товар будет спрятан и в дальнейшем украден из магазина.